# Li Yuchun

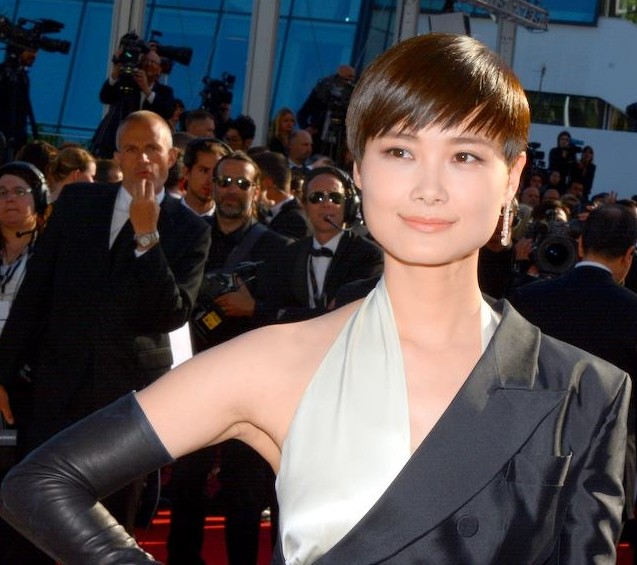
Li Yuchun (2015)

Li Yuchun (chinesisch 李宇春, Pinyin Lǐ Yǔchūn; * 10. März 1984 in Chengdu, Sichuan, China), auch bekannt als Chris Lee, ist eine chinesische Popsängerin und Schauspielerin. Größere Bekanntheit erlangte sie vor allem beim nationalen Gesangswettbewerb Super Girl im Jahr 2005. Internationale Aufmerksamkeit erhielt Li im November 2013 nach dem Gewinn der MTV Europe Music Awards für den besten Worldwide Act.

## Diskografie (Alben)
- The Queen and the Dream (2006)
- Mine (2007)
- Youth of China (2008)
- Li Yuchun (2009)
- Dancing Young Literati (2011)
- Old If Not Wild (2012)

## Auszeichnungen
- 2013: MTV Europe Music Award für den besten Worldwide Act.